# The Illusion of Safety
The Illusion of Safety es el segundo álbum de estudio de la banda estadounidense de rock Thrice, lanzado en 2002 a través de Sub City Records. Es el último disco de la banda con la discográfico antes de firmar contrato con Island Records. Se grabó en Beltsville, Maryland. Parte de las ganancias del disco se donaron a A Place Called Home, una organización juvenil sin ánimos de lucro de Los Ángeles. Allmusic, valoró el disco positivamente, diciendo: "atípicamente dinámico para su género, Thrice apuñala al punk-pop con grandiosas armonías de guitarra, lamentos de voces hardcore y una parte metálica solida que transforma su emo en un teatro de hardcore progresivo". En cuanto al estilo musical, dijo que "los arrebatos del thrash de los 80s , el metal británico clásico y las melodías post-punk, forjan The Illusion of Safety en una épica emocore de proporciones raras".
La canción "Deadbolt" forma parte de la banda sonora del videojuego de Activision Guitar Hero 5

## Lista de canciones
- Música compuesta por Thrice, todas las letras de Dustin Kensrue.

1. "Kill Me Quickly" – 2:46
2. "A Subtle Dagger" – 1:48
3. "See You in the Shallows" – 2:35
4. "Betrayal is a Symptom" – 2:49
5. "Deadbolt" – 3:00
6. "In Years to Come" – 2:16
7. "The Red Death" – 2:14
8. "A Living Dance Upon Dead Minds" – 3:32
9. "Where Idols Once Stood" – 3:08
10. "Trust" – 2:54
11. "To Awake and Avenge the Dead" – 3:06
12. "So Strange I Remember You" – 3:42
13. "The Beltsville Crucible" – 4:37

## Personal
- Dustin Kensrue - voz, guitarra
- Teppei Teranishi - guitarra
- Eddie Breckenridge - bajo
- Riley Breckenridge - batería
- Brian McTernan - producción, ingeniería
- Alan Douches - masterización